# Lista de submetralhadoras
Star Modelo Z-45 (Espanha).
Essa é uma lista de submetralhadoras. Inclui Submetralhadoras (SMG), Pistola-metralhadora (Machine pistols; MP), PDW, (Personal Defense Weapon - "arma para defesa pessoal"), e (Outras) submetralhadoras como armas não facilmente categorizadas. Armas podem caber em mais de uma categoria.
| Nome                                  | Fabricante | Imagem                         | Cartucho                                                         | País                                           | Introduzido | Tipo       |
| ------------------------------------- | --- | ------------------------------ | ---------------------------------------------------------------- | ---------------------------------------------- | ----------- | ---------- |
| Agram 2000                            | Agram |                                | 9×19mm Parabellum                                                | Iugoslávia · Croácia                           | 2000        | SMG        |
| American-180                          | Illinois Arms Company |                                | .22 Long Rifle .22 Short Magnum                                  | Estados Unidos                                 | 1960s       | SMG        |
| AR-57                                 | AR57 LLC |                                | 5,7×28mm                                                         | Estados Unidos                                 | 2008        | PDW        |
| Armaguerra OG-43                      | Società Anonima Revelli Manifattura Armiguerra |                                | 9×19mm Parabellum                                                | República Social Italiana                      | 1943        | SMG        |
| Arsenal submachine gun                | Arsenal |                                | 9×20 mm SR Browning                                              | Estónia                                        | 1926        | SMG        |
| ASALT 96                              | Uzina Mecanică Sadu |                                | 9×19mm Parabellum                                                | Roménia                                        | 1996        | SMG        |
| Austen submachine gun                 | Diecasters W. T. Carmichael |                                | 9×19mm Parabellum                                                | Austrália                                      | 1942        | SMG        |
| Bechowiec-1                           | Bataliony Chłopskie |                                | 9×19mm Parabellum                                                | Polónia                                        | 1943        | SMG        |
| Beretta 93R                           | Fabbrica d'Armi Pietro Beretta |                                | 9×19mm Parabellum                                                | Itália                                         | 1978        | MP         |
| Beretta PMX                           | Beretta Defense Technologies |                                | 9x19mm Parabellum                                                | Itália                                         | 2018        | SMG        |
| Beretta Mx4 Storm                     | Fabbrica d'Armi Pietro Beretta |                                | 9×19mm Parabellum, .45 ACP                                       | Itália                                         | 2003        | SMG        |
| Beretta M3                            | Fabbrica d'Armi Pietro Beretta |                                | 9×19mm Parabellum                                                | Itália                                         | 1956        | SMG        |
| Beretta M12                           | Fabbrica d'Armi Pietro Beretta |                                | 9×19mm Parabellum                                                | Itália                                         | 1959        | SMG        |
| Beretta M1918                         | Fabbrica d'Armi Pietro Beretta |                                | 9mm Glisenti .22 Long Rifle                                      | Itália                                         | 1918        | SMG        |
| Beretta Model 38                      | Fabbrica d'Armi Pietro Beretta |                                | 9×19mm Parabellum                                                | Itália                                         | 1938        | SMG        |
| Borz                                  | Krasniy Molot, Grozny |                                | 9×18mm Makarov                                                   | Chechênia                                      | 1992        | SMG        |
| BSA experimental model 1949           | Birmingham Small Arms |                                | 9×19mm Parabellum                                                | Reino Unido                                    | 1949        | SMG        |
| BSA Welgun                            | Birmingham Small Arms |                                | 9×19mm Parabellum                                                | Reino Unido                                    | 1943        | SMG        |
| Calico M960                           | Calico Light Weapons Systems |                                | 9×19mm Parabellum                                                | Estados Unidos                                 | 1990        | SMG        |
| Colt 9mm SMG                          | Colt's Manufacturing Company |                                | 9×19mm Parabellum                                                | Estados Unidos                                 | 1982        | SMG        |
| Colt SCAMP                            | Henry A. Into |                                | .221 Remington Fireball                                          | Estados Unidos                                 | 1971        | MP, PDW    |
| Carl Gustav m/45                      | Carl Gustafs Stads Gevärsfaktori |                                | 9×19mm Parabellum                                                | Suécia                                         | 1945        | SMG        |
| CF-05                                 | Chongqing Changfeng |                                | 9×19mm Parabellum                                                | China                                          | 2005        | SMG        |
| CETME C2 submachine gun               | CETME |                                | 9×23mm Largo                                                     | Espanha                                        | 1964        | SMG        |
| Chropi GP10 submachine gun            | Chropi |                                | 9×19mm Parabellum .45 ACP                                        | Grécia                                         | 1975        | SMG        |
| Choroszmanów submachine gun           | Grzegorz Choroszman |                                |                                                                  | Polónia                                        | 1943        | SMG        |
| CZ Scorpion Evo 3                     | Česká zbrojovka Uherský Brod |                                | 9×19mm Parabellum                                                | Chéquia                                        | 2009        | SMG        |
| Danuvia 43M submachine gun            | |                                | 9×25mm Mauser                                                    | Hungria                                        | 1943        | SMG        |
| Daewoo Precision Industries K7        | S&T Motiv |                                | 9×19mm Parabellum                                                | Coreia do Sul                                  | 1998        | SMG        |
| Daewoo XK9                            | S&T Motiv |                                | 9×19mm Parabellum                                                | Coreia do Sul                                  | 2003        | SMG        |
| DUX-53                                | Oviedo Military Arsenal |                                | 9×19mm Parabellum                                                | Predefinição:Country data Estado da Espanha    | 1953        | SMG        |
| DUX-59                                | Oviedo Military Arsenal |                                | 9×19mm Parabellum                                                | Predefinição:Country data Estado da Espanha    | 1959        | SMG        |
| EDDA submachine gun                   | only one prototype made |                                | .22 Winchester Magnum Rimfire                                    | Argentina                                      | 1970s       | SMG        |
| EMP 44                                | Erma Werke |                                | 9×19mm Parabellum                                                | Alemanha                                       | 1944        | SMG        |
| Erma EMP                              | Erma Werke |                                | 9×19mm Parabellum 9×23mm Largo 7,63×25mm Mauser                  | Alemanha                                       | 1931        | SMG        |
| Experimental Model 2 submachine gun   | |                                | 8×22mm Nambu                                                     | Japão                                          | 1935        | SMG        |
| F1 submachine gun                     | Lithgow Small Arms Factory | Ficheiro:F1 Submachine Gun.jpg | 9×19mm Parabellum                                                | Austrália                                      | 1962        | SMG        |
| FBP submachine gun                    | Fábrica de Braço de Prata |                                | 9×19mm Parabellum                                                | Portugal                                       | 1948        | SMG        |
| Federal Engineering XC                | Federal Engineering Corporation |                                | .22 Long Rifle 9×19mm Parabellum .45 ACP                         | Estados Unidos                                 | 1984        | SMG        |
| Floro MK-9                            | Floro International Corporation |                                | 9×19mm Parabellum                                                | Filipinas                                      | 2001        | SMG        |
| FMK-3 submachine gun                  | Fabricaciones Militares |                                | 9×19mm Parabellum                                                | Argentina                                      | 1974        | SMG        |
| FNAB-43                               | Fabbrica Nazionale d'Armi di Brescia |                                | 9×19mm Parabellum                                                | República Social Italiana                      | 1943        | SMG        |
| FN P90                                | FN Herstal |                                | 5,7×28mm                                                         | Bélgica                                        | 1990        | PDW        |
| Franchi LF-57                         | Luigi Franchi |                                | 9×19mm Parabellum                                                | Itália                                         | 1957        | SMG        |
| Hafdasa C-4                           | Hispano Argentina de Automotives SA |                                | 9×19mm Parabellum .45 ACP                                        | Argentina                                      | 1939        | SMG        |
| Halcón M-1943                         | Fábrica de armas Halcón |                                | 9×19mm Parabellum .45 ACP                                        | Argentina                                      | 1943        | SMG        |
| Halcón ML-57                          | Buenos Aires Halcon |                                | 9×19mm Parabellum .45 ACP                                        | Argentina                                      | 1957        | SMG        |
| Halcón ML-63                          | Buenos Aires Halcon |                                | 9×19mm Parabellum                                                | Argentina                                      | 1963        | SMG        |
| H&K UMP                               | Heckler & Koch |                                | 9x19mm Parabellum(UMP9), .45 ACP(UMP45), .40 S&W(UMP40)          | Alemanha                                       | 1999        | SMG        |
| Heckler & Koch MP5                    | Heckler & Koch |                                | 9×19mm Parabellum, 10mm Auto, .40 S&W                            | Alemanha Ocidental                             | 1966        | SMG        |
| Heckler & Koch MP7                    | Heckler & Koch |                                | 4,6×30mm                                                         | Alemanha                                       | 1999        | PDW, MP    |
| INA Model 953                         | Industria National de Armas S.A. |                                | .45 ACP                                                          | Brasil                                         | 1950        | SMG        |
| Interdynamic MP-9                     | |                                | 9×19mm Parabellum                                                | Suécia                                         | 1983        | SMG        |
| Jatimatic                             | Tampereen Asepaja Oy |                                | 9×19mm Parabellum                                                | Finlândia                                      | 1982        | SMG        |
| KP m/44 submachine gun                | Tikkakoski |                                | 9×19mm Parabellum                                                | Finlândia                                      | 1944        | SMG        |
| KGP-9                                 | Fegyver- és Gépgyár |                                | 9×19mm Parabellum                                                | Hungria                                        | 1988        | SMG        |
| KIS (weapon)                          | Jan Piwnik's Ponury guerrilla unit | Link to image                  | 9×19mm Parabellum                                                | Polónia                                        | 1943        | SMG        |
| KRISS Vector                          | KRISS USA Inc. |                                | 9×19mm Parabellum, .45 ACP, .40 S&W, 9×21mm, 10mm Auto, .357 SIG | Estados Unidos                                 | 2009        | SMG        |
| Labora Fontbernat M-1938              | |                                | 9×23mm Largo                                                     | Predefinição:Country data República da Espanha | 1938        | SMG        |
| Lanchester submachine gun             | Sterling Armaments Company |                                | 9×19mm Parabellum                                                | Reino Unido                                    | 1940        | SMG        |
| Lehnar submachine gun                 | Made by Juan Lehnar (only one prototype made) |                                | 9×19mm Parabellum                                                | Argentina                                      | 1930        | SMG        |
| Lercker pistol                        | Italy |                                | .25 ACP                                                          | Itália                                         | 1950        | MP         |
| Lettet–Forsøgs submachine gun         | Dansk Industri Syndikat |                                | 9×19mm Parabellum                                                | Dinamarca                                      | 1941        | SMG        |
| Lmg-Pist 41/44                        | Waffenfabrik Bern |                                | 7,65×21mm Parabellum                                             | Suíça                                          | 1941        | SMG        |
| Lusa submachine gun                   | INDEP |                                | 9×19mm Parabellum                                                | Portugal                                       | 1983        | SMG        |
| M2 Hyde                               | Marlin Firearms |                                | .45 ACP                                                          | Estados Unidos                                 | 1942        | SMG        |
| M3 submachine gun                     | General Motors |                                | .45 ACP 9×19mm Parabellum                                        | Estados Unidos                                 | 1942        | SMG        |
| M49 Submachine gun                    | Zastava Arms |                                | 7,62×25mm Tokarev                                                | Iugoslávia                                     | 1949        | SMG        |
| M50 Reising                           | Harrington & Richardson |                                | .45 ACP                                                          | Estados Unidos                                 | 1941        | SMG        |
| M56 Submachine gun                    | Zastava Arms |                                | 7,62×25mm Tokarev                                                | Iugoslávia                                     | 1956        | SMG        |
| MAC-10                                | Military Armament Corporation |                                | .45 ACP                                                          | Estados Unidos                                 | 1964        | SMG, MP    |
| MAC-11                                | Military Armament Corporation |                                | .380 ACP                                                         | Estados Unidos                                 | 1972        | SMG, MP    |
| Madsen M-50                           | Dansk Industri Syndikat |                                | 9×19mm Parabellum                                                | Dinamarca                                      | 1950        | SMG        |
| Magpul FMG-9                          | Magpul Industries |                                | 9×19mm Parabellum                                                | Estados Unidos                                 | 2008        | SMG, Outro |
| MAS-38                                | Manufacture d'armes de Saint-Étienne |                                | 7,65mm Longue                                                    | França                                         | 1938        | SMG        |
| MAT-49                                | Manufacture Nationale d'Armes de Tulle |                                | 9×19mm Parabellum 7,62×25mm Tokarev                              | França                                         | 1949        | SMG        |
| Mekanika Uru                          | Mekanika Industria e Commercio |                                | 9×19mm Parabellum                                                | Brasil                                         | 1977        | SMG        |
| Mendoza HM-3                          | Productos Mendoza |                                | 9mm calibre .380 ACP                                             | México                                         | 2012        | SMG        |
| Métral submachine gun                 | Made by Gérard Métral (only one prototype made) |                                | 9×19mm Parabellum                                                | Suíça                                          | 1995        | SMG        |
| MGD PM-9                              | |                                | 9×19mm Parabellum                                                | França                                         | 1950        | SMG        |
| MGP submachine gun                    | SIMA Electronica |                                | 9×19mm Parabellum                                                | Peru                                           | 1979        | SMG        |
| MGP-15 submachine gun                 | SIMA Electronica |                                | 9×19mm Parabellum                                                | Peru                                           | 1990        | SMG        |
| MGV-176                               | Gorenje Orbis |                                | .22 Long Rifle                                                   | Iugoslávia · Eslovénia                         | 1979        | SMG        |
| Milkor BXP                            | Milkor (Pty) Ltd |                                | 9×19mm Parabellum                                                | África do Sul                                  | 1980s       | SMG        |
| Modern Sub Machine Carbine            | OFT Trichy |                                | 5,56×30mm MINSAS                                                 | Índia                                          | 2006        | SMG        |
| Mors submachine gun                   | Państwowa Fabryka Karabinów |                                | 9×19mm Parabellum                                                | Polónia                                        | 1939        | SMG        |
| MP 18                                 | Bergmann Waffenfabrik |                                | 9×19mm Parabellum                                                | Alemanha                                       | 1918        | SMG        |
| MP 34                                 | Waffenfabrik Steyr |                                | 9×19mm Parabellum 9×23mm Steyr 9×25mm Mauser                     | Áustria                                        | 1934        | SMG        |
| MP35                                  | Bergmann |                                | 9×19mm Parabellum                                                | Alemanha                                       | 1935        | SMG        |
| MP 38                                 | Erma Werke |                                | 9×19mm Parabellum                                                | Alemanha                                       | 1938        | SMG        |
| MP 40                                 | Steyr-Mannlicher Erma Werke |                                | 9×19mm Parabellum                                                | Alemanha                                       | 1940        | SMG        |
| MP 41                                 | Haenel Company |                                | 9×19mm Parabellum                                                | Alemanha                                       | 1941        | SMG        |
| MP 3008                               | |                                | 9×19mm Parabellum                                                | Alemanha                                       | 1945        | SMG        |
| Onorati SMG                           | Umberto Onorati |                                | 9×19mm Parabellum                                                | Itália                                         | 1936        | SMG        |
| Orita M1941                           | Uzinele Metalurgice Copșa Mică și Cugir |                                | 9×19mm Parabellum                                                | Romênia                                        | 1941        | SMG        |
| OTS-33 Pernach                        | KBP Instrument Design Bureau |                                | 9×18mm Makarov                                                   | Rússia                                         | 1995        | MP         |
| OTS-02 Kiparis                        | KBP Instrument Design Bureau |                                | 9×18mm Makarov                                                   | União Soviética                                | 1972        | SMG        |
| OTs-23 Drotik                         | KBP Instrument Design Bureau |                                | 5,45×18mm                                                        | Rússia                                         | 1993        | SMG        |
| Owen Gun                              | Lysaght’s Works |                                | 9×19mm Parabellum                                                | Austrália                                      | 1939        | SMG        |
| Parinco mod. 3R                       | Parinco |                                | 9×19mm Parabellum                                                | Predefinição:Country data Estado da Espanha    | 1959        | SMG        |
| Pindad PM2                            | PT Pindad |                                | 9×19mm Parabellum                                                | Indonésia                                      | 2006        | SMG        |
| Pistol Mitralieră model 1996 RATMIL   | RomArm via Uzinele Mecanice Cugir |                                | 9×19mm Parabellum                                                | Roménia                                        | 1996        | SMG        |
| PP-19 Bizon                           | Izhmash |                                | 9×18mm Makarov 9×19mm Parabellum .380 ACP 7,62×25mm Tokarev      | Rússia                                         | 1993        | SMG        |
| PP-90                                 | KBP Instrument Design Bureau |                                | 9×18mm Makarov                                                   | União Soviética                                | 1990s       | SMG, Outro |
| PP-90M1                               | KBP Instrument Design Bureau |                                | 9×19mm Parabellum                                                | União Soviética                                | 1990s       | SMG        |
| PP-91 KEDR                            | Izhmash |                                | 9×18mm Makarov                                                   | União Soviética                                | 1970s       | SMG        |
| PP-93                                 | KBP Instrument Design Bureau |                                | 9×18mm Makarov                                                   | Rússia                                         | 1993        | SMG        |
| PP-2000                               | KBP Instrument Design Bureau |                                | 9×19mm Parabellum                                                | Rússia                                         | 2004        | SMG        |
| PPD-40                                | |                                | 7,62×25mm Tokarev                                                | União Soviética                                | 1940        | SMG        |
| PPS submachine gun                    | |                                | 7,62×25mm Tokarev                                                | União Soviética                                | 1942        | SMG        |
| PPSH-41                               | |                                | 7,62×25mm Tokarev                                                | União Soviética                                | 1941        | SMG        |
| QCW-05                                | China South Industries Group |                                | 5,8×21mm DCV05                                                   | China                                          | 2001        | PDW        |
| Rexim-Favor                           | Rexim Small Arms Company |                                | 9×19mm Parabellum                                                | Suíça                                          | 1953        | SMG        |
| Shipka                                | Arsenal AD |                                | 9×18mm Makarov 9×19mm Parabellum                                 | Bulgária                                       | 1996        | SMG        |
| Sa vz. 23                             | |                                | 9×19mm Parabellum 7,62×25mm Tokarev                              | Checoslováquia                                 | 1948        | SMG        |
| Saab Bofors Dynamics CBJ-MS           | Saab Bofors Dynamics |                                | 9×19mm Parabellum 6.5×25 CBJ-MS                                  | Suécia                                         | 2000s       | SMG        |
| Sanna 77                              | |                                | 9×19mm Parabellum                                                | África do Sul · Rodésia                        | 1977        | SMG        |
| Škorpion                              | Česká Zbrojovka Uherský Brod |                                | .32 ACP                                                          | Checoslováquia                                 | 1961        | SMG, MP    |
| SIG MKMO                              | Schweizerische Industrie Gesellschaft |                                | 9×19mm Parabellum                                                | Suíça                                          | 1930        | SMG        |
| SIG MPX                               | SIG Sauer |                                | 9×19mm Parabellum                                                | Alemanha                                       | 2013        | SMG        |
| Socimi Type 821                       | Societa Costruzioni Industriali Milano Luigi Franchi S.p.A.                                                                                            |                                | 9×19mm Parabellum                                                | Itália                                         | 1983        | SMG        |
| Sola submachine gun                   | Societe Luxembourgeoise SA |                                | 9×19mm Parabellum                                                | Luxemburgo                                     | 1952        | SMG        |
| Spectre M4                            | Società Italiana Tecnologie Speciali S.p.A |                                | 9×19mm Parabellum                                                | Itália                                         | 1980        | SMG        |
| SR-2 Veresk                           | TsNIITochMash |                                | 9×21mm Gyurza                                                    | Rússia                                         | 1999        | SMG        |
| Standschütze Hellriegel M1915         | A few prototypes made by military |                                | 9×23mm Steyr                                                     | Áustria-Hungria                                | 1915        | Other      |
| Stechkin automatic pistol             | Tulsky Oruzheiny Zavod |                                | 9×18mm Makarov                                                   | União Soviética                                | 1948        | MP         |
| Sten                                  | Royal Small Arms Factory BSA and others |                                | 9×19mm Parabellum                                                | Reino Unido                                    | 1940        | SMG        |
| Sterling submachine gun               | Sterling Armaments Company Royal Ordnance Factories |                                | 9×19mm Parabellum                                                | Reino Unido                                    | 1945        | SMG        |
| Steyr AUG PARA                        | Steyr Mannlicher Thales Australia, Lithgow Facility SME Ordnance                                                                                       |                                | 9×19mm Parabellum                                                | Áustria                                        | 1988        | SMG        |
| Suomi KP/-31                          | Tikkakoski (empresa) |                                | 9×19mm Parabellum                                                | Finlândia                                      | 1931        | SMG        |
| Thompson submachine gun               | Auto-Ordnance Company |                                | .45 ACP                                                          | Estados Unidos                                 | 1921        | SMG        |
| Tokarev Model 1927                    | |                                | 7,62×38mmR Nagant                                                | União Soviética                                | 1927        | SMG        |
| Type 64 submachine gun                | China North Industries Corporation |                                | 7,62×25mm Type 51                                                | China                                          | 1964        | SMG        |
| Type 77 submachine gun                | Hsing Hua Arsenal |                                | 9×19mm Parabellum                                                | Taiwan                                         | 1985        | SMG        |
| Type 79 submachine gun                | China North Industries Corporation |                                | 7,62×25mm Tokarev                                                | China                                          | 1970        | SMG        |
| Type 80 (pistol)                      | Norinco |                                | 7,62×25mm Tokarev                                                | China                                          | 1980        | SMG        |
| Type 85 submachine gun                | |                                | 7,62×25mm Tokarev                                                | China                                          | 1980s       | SMG        |
| Type 100 submachine gun               | |                                | 8×22mm Nambu                                                     | Japão                                          | 1939        | SMG        |
| TZ-45                                 | Fabbrica Fratelli Giandoso |                                | 9×19mm Parabellum                                                | República Social Italiana                      | 1945        | SMG        |
| United Defense M42                    | United Defense Supply Corp |                                | 9×19mm Parabellum .45 ACP                                        | Estados Unidos                                 | 1942        | SMG        |
| Uzi                                   | Israel Military Industries, Israel Weapon Industries, FN Herstal, Norinco, Lyttleton Engineering Works, (under Vektor Arms), RH-ALAN, Group Industries |                                | 9×19mm Parabellum                                                | Israel                                         | 1950        | SMG        |
| Vigneron submachine gun               | |                                | 9×19mm Parabellum                                                | Bélgica                                        | 1952        | SMG        |
| Villar-Perosa aircraft submachine gun | Officine di Villar Perosa. |                                | 9mm Glisenti                                                     | Itália                                         | 1915        | Outro      |
| Vityaz-SN                             | Kalashnikov Concern |                                | 9×19mm Parabellum                                                | Rússia                                         | 2008        | SMG        |
| Walther MP                            | Walther arms |                                | 9×19mm Parabellum .380 ACP                                       | Alemanha Ocidental                             | 1963        | SMG        |
| WG66                                  | |                                | 7,62×25mm Tokarev                                                | Alemanha Oriental                              | 1966        | SMG        |
| Z84                                   | Star Bonifacio Echeverria, S.A. |                                | 9×19mm Parabellum                                                | Espanha                                        | 1985        | SMG        |
| Zagi M-91                             | Likaweld |                                | 9×19mm Parabellum                                                | Iugoslávia · Croácia                           | 1991        | SMG        |
| ZB-47                                 | Zbrojovka Brno |                                | 9×19mm Parabellum                                                | Checoslováquia                                 | 1947        | SMG        |
| ZK-383                                | |                                | 9×19mm Parabellum                                                | Checoslováquia                                 | 1930        | SMG        |